# Hino dos Aviadores Brasileiros
O Hino dos Aviadores Brasileiros é o hino oficial da Força Aérea Brasileira e um dos três hinos das Forças Armadas do Brasil. Foi composto por Armando Serra de Menezes e João Nascimento.

## Letra
Composição: Capitão Armando Serra de Menezes

Música: Tenente João Nascimento
Vamos, filhos altivos dos ares

Nosso voo ousado alçar

Sobre campos, cidades e mares,

Vamos nuvens e céus enfrentar.

D'astro-rei desafiamos os cimos

Bandeirantes audazes do azul

Às estrelas, de noite, subimos

Para orar ao Cruzeiro do Sul.

Contato! Companheiros!

Ao vento, sobranceiros,

Lancemos o roncar

Da hélice a girar.

Contato! Companheiros!

Ao vento, sobranceiros,

Lancemos o roncar

Da hélice a girar.

Mas se explode o corisco no espaço

Ou a metralha, na guerra, rugir,

Cavaleiro do século do aço

Não nos faz o perigo fugir.

Não importa a tocaia da morte

Pois que a pátria, dos céus no altar,

Sempre erguemos de ânimo forte

Do holocausto da vida, a voar.

Contato! Companheiros!

Ao vento, sobranceiros,

Lancemos o roncar

Da hélice a girar.

Contato! Companheiros!

Ao vento, sobranceiros,

Lancemos o roncar

Da hélice a girar.